# José Resende de Carvalho
José Resende de Carvalho, primeiro e único barão da Conceição da Barra (Minas Gerais, 1823 — São João del-Rei, 10 de outubro de 1893) foi um fazendeiro e político brasileiro.
Fazendeiro em Nazareno, chefe do Partido Conservador, foi vereador e presidente da câmara municipal de São João del-Rei, era coronel da Guarda Nacional.
Casado com sua prima Maria Barbosa de Resende Carvalho. Foi agraciado barão em 11 de julho de 1888.